# Jan Ziółkowski
Jan Ziółkowski (Varsavia, 5 giugno 2005) è un calciatore polacco, difensore del Legia Varsavia.

## Caratteristiche tecniche
Di ruolo difensore centrale, dispone di buona tecnica di base e senso della velocità e della posizione. Al contempo è abile anche nell'impostare il gioco.

## Carriera

### Club
Cresciuto nel settore giovanile del Polonia Varsavia, nel 2022 è stato acquistato dal Legia Varsavia che lo ha assegnato alla propria seconda squadra. Ha fatto il suo esordio in prima squadra il 5 maggio 2024 nell'incontro di Ekstraklasa perso 3-0 contro il Radomiak Radom.

### Nazionale
Ha giocato con le nazionali giovanili polacche Under-18, Under-19 ed Under-20.

## Statistiche

### Presenze e reti nei club
Statistiche aggiornate al 17 aprile 2025.
| Stagione        | Squadra           | Campionato      | Campionato | Campionato | Coppe nazionali | Coppe nazionali | Coppe nazionali | Coppe continentali | Coppe continentali | Coppe continentali | Altre coppe | Altre coppe | Altre coppe | Totale | Totale | Totale |
| Stagione        | Squadra           | Comp            | Pres       | Reti       | Comp            | Pres            | Reti            | Comp               | Pres               | Reti               | Comp        | Pres        | Reti        | Pres   | Reti   |        |
| --------------- | ----------------- | --------------- | ---------- | ---------- | --------------- | --------------- | --------------- | ------------------ | ------------------ | ------------------ | ----------- | ----------- | ----------- | ------ | ------ | ------ |
| 2022-2023       | Legia Varsavia II | 3L              | 16         | 1          | CP              | 1               | 0               | -                  | -                  | -                  | -           | -           | -           | 17     | 1      |        |
| 2023-2024       | Legia Varsavia II | 3L              | 22         | 1          | CP              | 2               | 0               | -                  | -                  | -                  | -           | -           | -           | 24     | 1      |        |
| 2023-2024       | Legia Varsavia    | EK              | 3          | 0          | CP              | 0               | 0               | -                  | -                  | -                  | -           | -           | -           | 3      | 0      |        |
| 2024-2025       | Legia Varsavia    | EK              | 14         | 0          | CP              | 2               | 1               | UECL               | 6                  | 0                  | -           | -           | -           | 21     | 1      |        |
| Totale carriera | Totale carriera   | Totale carriera | 55         | 2          |                 | 5               | 1               |                    | 6                  | 0                  |             | -           | -           | 66     | 3      |        |

## Palmarès

### Club

#### Competizioni nazionali
- Coppa di Polonia: 1

Legia Varsavia: 2024-2025